# Alicia Reina
Alicia Reina (Catriel (Río Negro), Argentina, 15 de octubre de 1973) es una piloto de automovilismo argentina. En 2014 se convirtió en la primera argentina en participar del Rally Dakar, en la categoría "Coches", participando también en las ediciones de 2015 y 2016. Reina no es profesional del automovilismo y financia sus actuaciones deportivas con su trabajo en la ferretería propia que posee en 25 de Mayo (La Pampa), el apoyo familiar y el aporte voluntario de las comunidades en las que vive, Catriel (Río Negro) y 25 de Mayo (La Pampa). También ha competido en kartings, turismo nacional y Rally de Argentina.

## Carrera Deportiva
Alicia se inició corriendo karting sobre tierra. Luego comenzó a correr rally zonal en la provincia de Río Negro manejando un Fiat 147, consagrándose cuatro veces campeona. El próximo paso fue ingresar al Rally de Argentina, competencia a la que ingresó en 2007. En el 2008 fue subcampeona nacional en la clase N2.
Alicia cuenta que por entonces tenía un sueño imposible, por su trabajo y por el costo económico, que era correr el Dakar. Pero cuenta también que fue su esposo Adrián Farroni quien pensó que podía hacerse realidad y la convenció de ello:

El Dakar era algo que veía por TV hasta que una tarde, en 2013, su marido la sorprendió con una idea alocada: le propuso comenzar la preparación para que ella pudiera correrlo. Por costos y proyección el Dakar parecía inalcanzable. "Mi esposo vendió ahí nomás la camioneta y organizamos una rifa para juntar dinero".

Alicia y su esposo recibieron también con el apoyo de las dos ciudades en las que viven (Catriel) y trabajan en la ferretaría propia (25 de Mayo), aquella en la provincia de Río Negro y esta en la provincia de La Pampa. Luego de su primera participación también obtuvo el apoyo de algunas empresas argentinas, pero de todos modos su economía no puede competir con el poderío de los equipos profesionales-empresariales:

Sé que no puedo ir a ganar el Dakar, soy un piojo dentro de semejante estructura y al lado de gente con tanta experiencia. El objetivo es finalizar la competencia.
Alicia Reina

En 2014 debutó en el Rally Dakar 2014 completando todo el recorrido. En 2015 sufrió un accidente y debió abandonar en la tercera etapa. También se inscribió para participar del Dakar 2016. Cuenta Reina que cuando volvió del Dakar 2015 recibió el homenaje de su ciudad:

Cuando volví del último Dakar me recibieron con una caravana, escoltada por la policía y bomberos, se me pone la piel de gallina de solo recordarlo.

## Resultados

### Rally Dakar
| Año     | Categoría | Vehículo | Posición | Etapas |
| ------- | --------- | -------- | -------- | ------ |
| 2014    | Coches    | Toyota   | 60.º     | -      |
| 2015    | Coches    | Toyota   | Ret.     | -      |
| 2016    | Coches    | Toyota   | 61.º     | -      |
| 2017    | Coches    | Toyota   | 42.º     | -      |
| 2018    | Coches    | Toyota   | Ret.     | -      |
| Fuente: |           |          |          |        |